# Joseph Liebgott
Joseph D. "Joe" Liebgott, Jr. (17 de maio de 1915, Lansing, Michigan - 28 de junho de 1992, San Bernardino, Califórnia) foi um militar americano que lutou na Segunda Guerra Mundial como parte da Companhia E ("Easy Company"), do 506º Regimento de Infantaria Pára-quedista da 101ª Divisão Aerotransportada. Ele foi retratado na minissérie Band of Brothers pelo ator Ross McCall.

## Antes da Guerra
A família de Liebgott mudou-se da Alemanha para os Estados Unidos. Ele e seus irmãos foram todos enviados para uma escola católica para esconder sua herança judaica. Fizeram isso porque temiam que as futuras gerações os perseguissem por serem judeus. Liebgott trabalhou como um barbeiro antes da guerra.

## Durante a Guerra
Enquanto se preparavam para a invasão da Normandia, Liebgott e Guth Forrest cortavam o cabelo dos homens do 101º por $0,15 por cabeça. Muitos dos homens ou tiveram suas cabeças raspadas ou fizeram cortes moicanos.
Liebgott participou da batalha de Manor Brécourt, manuseando uma metralhadora com Cleveland Petty. Por esta ação, Robert Sink condecorou os homens com a Estrela de Bronze. Sobre Dia-D+4, Liebgott  mostrou a Rod Strohl um anel que ele tinha cortado do dedo de um alemão morto que ele tinha matado com sua baioneta.
Durante o ataque de Carentan ele estava vasculhando uma casa com Edward Tipper, quando uma explosão feriu Tipper, quebrando as suas pernas. Liebgott e Harry Welsh arrastaram Tipper para fora da casa deixando-o em segurança.
Ele se feriu levemente em 5 de outubro de 1944, quando a Easy estava na Holanda, no lado sul do rio Reno. O grupo que estava com ele, encontrou uma patrulha alemã, e uma granada feriu levemente ele e Roderick Strohl no braço, enquanto James Alley e Joe Lesniewski foram feridos mais gravemente. Alley tinha trinta e duas feridas no seu lado esquerdo(face, pescoço e braço) enquanto Lesniewski foi atingido no pescoço por estilhaços. Mais tarde, o comandante da Companhia Easy, Richard Winters, liderou um ataque ao dique, a artilharia alemã abriu fogo contra a encruzilhada e a artilharia americana respondeu o fogo. Um dos morteiros americanos explodiu perto Liebgott ferindo seu cotovelo.
Liebgott foi observado por Winters como sendo um soldado, muito bom e um amigo leal. No entanto, ele teve uma atitude um pouco áspera com os presos. Depois da batalha, em outubro de 1944, Winters entregou a Liebgott mais de 11 prisioneiros alemães para serem levados de volta ao posto de comando do batalhão mas ordenou que Liebgott deixasse toda a sua munição e ficasse apenas com uma bala, a fim de assegurar que os prisioneiros chegassem vivos ao batalhão. A atitude áspera se explica pelo fato de que Liebgott era judeu.
Em Noville, enquanto fazia a patrulha com o Sargento Earl Hale, eles entraram num celeiro e capturaram seis oficiais alemães da SS. Quando uma bomba que explodiu do lado de fora do celeiro um dos oficiais da SS puxou uma faca da bota e cortou de forma não letal a garganta de Hale. Liebgott atirou e matou o oficial. Mais tarde George Patton repreendeu Hale por não usar uma gravata, mas Hale apresentou uma carta do médico que o tratou, que o isentou de usa-la.
Enquanto ocupavam na Áustria, o comandante da Companhia Easy, Ronald Speirs, atribuíu a Liebgott, juntamente com John C. Lynch, Moone Don, e Wayne Sisk, a tarefa de "eliminar" um nazista que tinha sido o chefe de um campo de trabalho. Quando encontraram o homem, Liebgott o interrogou por cerca de 30 minutos, confirmando que ele era o homem que eles queriam. Eles o levaram para uma ravina e Liebgott atirou duas vezes. Ferido, o nazista correu até uma colina e Lynch ordenou a Moone para matá-lo. Moone se recusou, e Sisk matou o homem com um tiro fatal de rifle.